# El Risclaire
El Risclaire és un afluent per la dreta del Torrent de les Canals de Catllaríque transcorre pel terme municipal de Fígols i per les Canals de Catllarí, enclavament del municipi de Montmajor.

## Termes municipals per on transcorre
Des del seu naixement, el Risclaire passa successivament pels següents termes municipals.
|                                          | Longitud (en m.) | % del recorregut |
| ---------------------------------------- | ---------------- | ---------------- |
| Per l'interior del municipi de Fígols    | 1.945            | 61,14%           |
| Per l'interior del municipi de Montmajor | 1.236            | 38,86%           |

## Xarxa hidrogràfica
La xarxa hidrogràfica del Risclaire està integrada per un total de 5 cursos fluvials. D'aquests, 4 són subsidiaris de 1r nivell de subsidiarietat. La totalitat de la xarxa suma una longitud de 5.234 m.
Pel que fa a la seva distribució per municipis, pel terme municipal de Fígols n'hi transcorren 3.951 metres i els restants 2.280 metres ho fan pel de Montmajor.
| Nom/Codi del corrent fluvial | Coordenades del seu origen                                  | longitud (en metres) |
| ---------------------------- | ----------------------------------------------------------- | -------------------- |
| El Risclaire                 | 42° 8′ 51.40″ N, 1° 45′ 33.69″ E / 42.1476111°N,1.7593583°E | 3.181                |
| D1                           | 42° 9′ 21.79″ N, 1° 45′ 37.57″ E / 42.1560528°N,1.7604361°E | 670                  |
| D2                           | 42° 9′ 17.29″ N, 1° 45′ 16.14″ E / 42.1548028°N,1.7544833°E | 149                  |
| D3                           | 42° 9′ 34.89″ N, 1° 45′ 12.27″ E / 42.1596917°N,1.7534083°E | 684                  |
| D4                           | 42° 9′ 30.38″ N, 1° 45′ 33.07″ E / 42.1584389°N,1.7591861°E | 550                  |

## Perfil del seu curs
| Recorregut (en m.) | Altitud (en m.) | Pendent |
| ------------------ | --------------- | ------- |
| 0                  | 1.774           | -       |
| 250                | 1.710           | 25,6%   |
| 500                | 1.664           | 18,4%   |
| 750                | 1.641           | 9,2%    |
| 1.000              | 1.620           | 8,4%    |
| 1.250              | 1.580           | 16,0%   |
| 1.500              | 1.541           | 15,6%   |
| 1.750              | 1.504           | 14,8%   |
| 2.000              | 1.454           | 20,0%   |
| 2.250              | 1.422           | 12,8%   |
| 2.500              | 1.392           | 12,0%   |
| 2.750              | 1.364           | 11,2%   |
| 3.000              | 1.323           | 16,4%   |
| 3.181              | 1.290           | 18,2%   |